# Ai Yazawa
Ai Yazawa (em japonês: 矢沢あい; romaniz.: Yazawa Ai; nascida em Hyogo, no Japão, em 7 de março de 1967) é uma autora e desenhista de mangá voltados para o público feminino, tendo muitas obras populares no Japão. Yazawa começou sua carreira de mangaká em 1985; e durante 15 anos consecutivos, escreveu 10 séries para a revista pré-adolescente Ribon. Ao mesmo tempo que a editora Shueisha continuava a publicar suas séries nas revistas Ribon e Cookie, onde atualmente sai NANA, foi publicado na revista Zipper o mangá Paradise Kiss, pela editora Shodensha. Os mangás mais famosos de Yazawa são Tenshi Nanka Janai (Eu Não Sou Um Anjo), Gokinjo Monogatari (História da Vizinhança), Paradise Kiss e Nana. Nana é um dos mangás mais vendidos atualmente no Japão, tendo uma série em anime e dois filmes live-action estrelados por Mika Nakashima e Aoi Miyazaki.

## Obras
- 15-nenme (1986)
- Love Letter (1987)
- Kaze ni Nare! (1988)
- Escape (1988)
- Ballad Made Soba ni Ite (1989, 2 volumes)
- Marine Blue no Kaze ni Dakarete (1990-1991, 4 volumes)
- Tenshi Nanka Janai (1992-1995, 8 volumes)
- Usubeni no Arashi (1992)
- Gokinjo Monogatari (1995-1998, 7 volumes)
- Kagen no Tsuki (1998-1999, 3 volumes)
- Paradise Kiss (2000-2003, 5 volumes)
- Nana (2000, em hiato, 21 volumes)
- Princess Ai  (2004-2006, 3 volumes) (Nota: Ai Yazawa contribuiu para o design das personagens, mas não é escritora ou a desenhista.)